# Oroville East
Oroville East, también conocido como Kelly Ridge, es un lugar designado por el censo ubicado en el condado de Butte en el estado estadounidense de California. En el año 2009 tenía una población de 9.404 habitantes y una densidad poblacional de 175.4 personas por km².

## Geografía
Oroville East se encuentra ubicado en las coordenadas 39°30′42″N 121°30′16″O / 39.51167, -121.50444. Según la Oficina del Censo, la ciudad tiene un área total de 61,7 km² (23,8 mi²), de la cual 53,6 km² (20,7 mi²) es tierra y 8,1 km² (3,1 mi²) (13.22%) es agua.

## Demografía
Según la Oficina del Censo en 2000 los ingresos medios por hogar en la localidad eran de $41,195, y los ingresos medios por familia eran $46,543. Los hombres tenían unos ingresos medios de $36,009 frente a los $25,214 para las mujeres. La renta per cápita para la localidad era de $21,508. Alrededor del 8.2% de la población estaban por debajo del umbral de pobreza.